# William Campbell (nhà khoa học)
William Cecil Campbell (sinh ngày 28 tháng 6 năm 1930 tại Ramelton) là một nhà sinh hóa và nhà nghiên cứu về ký sinh trùng. Năm 2015 ông cùng với Satoshi Ōmura và Tu Youyou được Giải Nobel Sinh lý học và Y khoa. Ông và Ōmura đã khám phá ra thuốc Avermectin, mà được dùng để chữa các bệnh truyền nhiễm ký sinh trùng (đặc biệt chống lại Giun tròn).

## Tiểu sử
Ông sinh ra tại Ramelton, hạt Donegal, Ireland vào năm 1930, con trai thứ ba của RJ Campbell, một nhà cung cấp sản phẩm cho nông trại. Ông đã theo học trường trung học Campbell ở Belfast và tốt nghiệp từ Đại học Trinity, Dublin vào năm 1952. Sau đó ông được học bổng Fulbright để theo học ở đại học Wisconsin–Madison lấy bằng thạc sĩ 1954 và tiến sĩ 1957 về ký sinh trùng Fascioloides magna.
Năm 2015, ông được trao giải Nobel sinh học và Y khoa cùng với ông Satoshi Omura từ Đại học Kitasato (Tokyo, Nhật Bản); và bà Youyou Tu (sinh năm 1930) từ Học viện Y học cổ truyền Trung Quốc. Một nửa giá trị phần thưởng sẽ dành cho bà Youyou Tu; hai ông Campbell và Omura chia đều nửa phần thưởng còn lại. Như vậy, bà Youyou là người phụ nữ thứ 12 nhận giải Nobel Y sinh.
Nghiên cứu của 3 nhà khoa học có ý nghĩa quan trọng trong nghiên cứu dịch bệnh ảnh hưởng đến nhân loại do virus ký sinh. Cụ thể, các bệnh do ký sinh trùng hoành hành phổ biến nhất ở các nước nghèo nhất thế giới, đặt ra thách thức lớn cho việc cải thiện sức khỏe và chăm sóc y tế cho con người.